# Internationales Festival der Erotik von Brüssel
Internationales Festival der Erotik von Brüssel (Niederländisch: "Internationaal Erotica Festival van Brussel", Französisch: "Festival International de l'Érotisme de Bruxelles") ist eine Erotik-Messe, die jährlich im Februar in Brüssel, Belgien stattfindet. Im Jahr 2007 trat Estelle Desanges die Nachfolge von Clara Morgane als Patin des Festivals an.  
Während des Festivals wird der "Europäische X Award" verliehen, ein Preis der europäischen Hardcorebranche, mit dem Leistungen in unterschiedlichen Kategorie gewürdigt werden. Das Festival und die Preisverleihung können als europäisches Pendant zur AVN Adult Entertainment Expo und den AVN Awards in den USA angesehen werden. Jedes teilnehmende Land (typischerweise Deutschland, Italien, Spanien, Frankreich) bekommt seine eigenen Preise, wie beispielsweise: Bester Film, Beste Darstellerin, Bester Regisseur, Bester Darsteller etc.
Das erste Festival fand im Jahr 1993 statt, die Verleihung des europäischen X Awards war erstmals im Jahr 1995.

## Gewinner Europäischer X Award 2009
- Meilleure actrice Européenne: Carla Nova dans "Carla Nova Inside"[1]
- Meilleure production Belge: Orlando dans OrlandoX[1]
- Meilleur film: Pascal-Saint-James et Bamboo dans "No Taboo Sous Les Tropics"[1]
- Meilleure actrice espoir: Flo d'Esterel dans Erotix Mons[1]
- Meilleure actrice second rôle: Valentine Chevalier dans "Initiation d'une Jeune Libertine"[1]
- Meilleurs série: Halana K dans "BangTour vol 2"[1]
- Meilleure starlette: Elodie Barthory dans " L'Enchanteresse"[1]
- Meilleur réalisateur: John B. Root dans "Montre-moi du Rose"[1]
- Award d'honneur: pour l'ensemble de sa carrière Liza Del Sierra[1]
- Meilleure actrice confirmée: Mylène Slyver dans "No Taboo Sous Les Tropics"[1]
- Meilleure actrice pro-Am: Mallory Moor[1]
- Meilleure série magazine: Yannick Perri dans "Q Ze Série Hot Vidéo"[1]

## Gewinner Europäischer X Award 2008
- Meilleure Jaquette: Le sanctuaire ( V.Com)[2]
- Meilleure Série: Russian Institute (VMD)[2]
- Meilleur Scénario: Ludivine (Dauphin Pirate)[2]
- Meilleur Gonzo: Brigade du vice (de Lydia Saint Martin distribué par Colmax)[2]
- Meilleur Réalisateur de Gonzo: Lydia St Martin et Fabien Lafait[2]
- Meilleur Réalisateur Moyen Budget: Jack Tyler et Jean Pierre Charmontel[2]
- Meilleure Starlette: Cécilia Véga et Stella Delcroix[2]
- Meilleur Actrice Second Rôle: Vicky Vicci, Angels Sydney et Ana Martin[2]
- Meilleur acteur Second Rôle: Titof et Rodolphe Antrim[2]
- Meilleur film DVD: French Connexion[2]
- Meilleur film Moyen Budget: La Pervertie( V.Com)[2]
- Meilleur film: Le Camping des Foutriquets (distribué par VCV)[2]
- Meilleur Réalisateur: John B Root[2]
- Meilleur Acteur: Phil Hollyday et Sébastian Barrio[2]
- Meilleure Actrice: Yasmine Lafitte[2]
- Prix du Jury: Liza Del Sierra[2]
- Prix du Jury: Nina Roberts[2]
- Prix du Jury: Ovidie[2]
- Prix du jury: Mickael Cheritto[2]

## Gewinner Europäischer X Award 2005
- Best Actress of Europe: Delfynn Delage[3]
- Best Gay Actor: Tiftof[4]
- Honorary Award: Nomi[4]

Spanien:
- Best Actor: Max Cortes
- Best Actress: Celia Blanco
- Best Director: Narcis Bosch

Deutschland:
- Best Actor: Steve Holmes
- Best Actress: Vivian Schmitt
- Best Director: Nils Molitor

Italien:
- Best Actor: Francesco Malcolm[4]
- Best Actress: Bambola
- Best Supporting Actress: Jessica Gayle
- Best Director-Medium Budget: Steve Morelli
- Best Director: Mario Salieri
- Best Movie: La Vita Segreta Di Jasmine (Salieri Ent.)

Frankreich:
- Best Actor: Phil Holliday[5][4][4]
- Best Supporting Actor: Sebastian Barrio[4]
- Best Actress: Delfynn Delage[4]
- Best Supporting Actress: Bamboo
- Best Director-Gonzo: Patrice Cabanel
- Best Director-Medium Budget: Christian Lavil
- Best Director: John B. Root[4]
- Best Movie: Cabaret (VMD)

## Gewinner Europäischer X Award 2004
Deutschland:
- Best Actor: Conny Dax[6][7]
- Best Actress: Michelle Wilde[6][7]
- Best Director: Andrea Di Angelo[6][7]
- Best Movie: Triebige Swinger (Beate Uhse)[6][7]
- Best DVD: Anal Force (Testosteron)[6][7]
- Best Video Series: Black Hammer (VNM)[6][7]

Italien:
- Best Actor: Roberto Malone[6][7]
- Best Supporting Actor: Franco Trentalance[6][7]
- Best Actress: Bambola[6][7]
- Best Supporting Actress:  La Venere Bianca[6][7]
- Best Director: Mario Salieri[6][7]
- Best Movie: La Dolce Vita (Mario Salieri)[6][7]
- Best DVD: L’Eredita[6][7]

Frankreich:
- Best Actor: Tiftof[6][7]
- Best Supporting Actor: Sebastian Barrio[6][7]
- Best Actress: Katsuni[6][7]
- Best Supporting Actress: Delfynn Delage[6][7]
- Best Director: Alain Payet[6][7]
- Best Movie: Le Parfeum du Desir (Blue One)[6][7]
- Best DVD: Les Secretaires (Blue One)[6][7]
- Best Series: Sexualité mode d’emploi (BLUE 1)[6][7]

Benelux
- Best Actor: Philippe Soine[6][7]
- Best Actress: Bobby Eden[6][7]
- Best Director: Dennis Black Magic[6][7]
- Best Movie: 54, The Legend[6][7]

Spanien
- Best Actor: Max Cortes[6][7]
- Best Actress: Anastasia Mayo[6][7]
- Best Director: Conrad Son[6][7]
- Best Movie: Hot Rats[6][7]

Ungarn
- Best Actor: Mike Foster[6][7]
- Best Actress: Rita Faltoyano[6][7]
- Best Supporting Actress: Julia Taylor[6][7]

Tschechische Republik
- Best Actor: George[6][7]
- Best Actress: Jessica Fiorentino[6][7]
- Best Director: Claudio De Angelis[6][7]
- Best Movie: Hot Nights in Prague #2[6][7]